# Cyanide Studio
Cyanide studio es un desarrollador francés de videojuegos fundado en el año 2000 por siete extrabajadores de Ubisoft. Tiene su sede en Nanterre, con filial en Montreal, Canadá.
El estudio ha desarrollado videojuegos en numerosos géneros, incluyendo videojuegos de deportes, estrategia en tiempo real, fantasía y acción RPG. Sus producciones más conocidas son la serie Pro Cycling Manager y la adaptación del juego de plataformas de Games Workshop, Blood Bowl. La empresa es también propietaria de la licencia de Confrontation desde 2010, y posee los derechos de adaptación de la franquicia Juego de Tronos.

## Historia
Fundado en el año 2000 por antiguos empleados de Ubisoft, Cyanide se orienta a en su primera etapa a los juegos deportivos. Sus fundadores son apasionados del ciclismo y deciden concebir un juego de gestión de este deporte, que nace en el año 2001 como Cycling manager y que, cada año tiene un episodio hasta 2005 que nace Pro Cycling Manager como continuación.
Más tarde, el estudio resalta otra pasión de sus empleados, los juegos de rol, para diseñar Loki en 2007, un mítico Hack'n'slash, luego Blood Bowl y Dungeon Party en 2009.
El año 2009 está marcado también en Cyanide por la obtención de los derechos de adaptación de la franquicia Juego de Tronos, algún tiempo antes de anunciar la serie televisiva por HBO. En 2011 ve la luz el primer juego de la licencia adquirida: Juego de Tronos: Génesis, un juego de gestión y estrategia orientado a la política y economía. Le acompañaría en 2012 Juego de Tronos.
Cyanide acquiere la licencia de Confrontation, un juego de miniaturas en el momento de liquidación de Rackham, y publica el videojuego de rol táctico Confrontation en abril de 2012.
A finales del año 2012, publican Of Orcs and Men, un juego realizado en colaboración con el estudio Spiders.
En octubre de 2014, Cyanide publica Styx Master Of Shadow, un juego de infiltración que es una precuela de [Of Orcs and Men]]. Un año más tarde, en octubre de 2015, Cyanide anuncia una secuela de Strix, Master Of Shadow, Styx Shards Of Darkness, programada para finales de 2016 pero finalmente postpuesta para el primer trimestre de 2017.
En enero de 2017, a Cyanide le encomiendan el desarrollo del juego Werewolf: The Apocalypse, una adaptación del juego de rol del mismo nombre Werewolf: The Apocalypse
El 14 de mayo de 2018, Cyanide es adquirido por Bigben Interactive por la cantidad de 20 millones de euros.

## Juegos desarrollados
| Title                                                              | Release date             | Platform(s)        | Publisher                                     |
| ------------------------------------------------------------------ | ------------------------ | ------------------ | --------------------------------------------- |
| Cycling Manager                                                    | 3 de septiembre de 2001  | PC                 | Focus Home Interactive                        |
| Cycling Manager 2                                                  | 21 de junio de 2002      | PC                 | Focus Home Interactive                        |
| Horse Racing Manager                                               | 15 de marzo de 2003      | PC                 | Bigben Interactive                            |
| Cycling Manager 3                                                  | 18 de julio de 2003      | PC                 | Focus Home Interactive                        |
| Pro Rugby Manager                                                  | 26 de marzo de 2004      | PC                 | Focus Home Interactive                        |
| Cycling Manager 4                                                  | 2 de julio de 2004       | PC                 | Focus Home Interactive                        |
| Chaos League                                                       | 8 de agosto de 2004      | PC                 | Focus Home Interactive                        |
| Pro Rugby Manager 2                                                | 25 de febrero de 2005    | PC                 | Focus Home Interactive                        |
| Pro Cycling Manager                                                | 30 de julio de 2005      | PC                 | Focus Home Interactive                        |
| Winter Challenge                                                   | 3 de marzo de 2006       | PC                 | Focus Home Interactive                        |
| Pro Cycling Manager: Season 2006                                   | 11 de julio de 2006      | PC                 | Focus Home Interactive                        |
| Horse Racing Manager 2                                             | 17 de noviembre de 2006  | PC                 | Micro Application                             |
| Dungeon Party                                                      | 15 de mayo de 2007       | PC                 | Cyanide                                       |
| Pro Cycling Manager: Season 2007                                   | 20 de junio de 2007      | PC                 | Focus Home Interactive                        |
| Pro Cycling: Season 2007                                           | 6 de julio de 2007       | PSP                | Focus Home Interactive                        |
| Loki: Heroes of Mythology                                          | 2 de octubre de 2007     | PC                 | Focus Home Interactive                        |
| Pro Cycling Manager: Season 2008                                   | 27 de junio de 2008      | PC                 | Focus Home Interactive                        |
| Pro Cycling: Season 2008                                           | 11 de julio de 2008      | PSP                | Focus Home Interactive                        |
| iSurf                                                              | 17 de mayo de 2009       | iOS                | Cyanide                                       |
| Pro Cycling Manager: Season 2009                                   | 18 de junio de 2009      | PC                 | Focus Home Interactive                        |
| Blood Bowl                                                         | 26 de junio de 2009      | X360, PC, PSP, NDS | Focus Home Interactive                        |
| Pro Cycling: Season 2009                                           | 10 de julio de 2009      | PSP                | Focus Home Interactive                        |
| Pro Cycling Manager: Le Tour de France 2009                        | 15 de julio de 2009      | X360               | Focus Home Interactive                        |
| Runaway: A Twist of Fate                                           | 17 de mayo de 2010       | NDS                | Focus Home Interactive                        |
| Pro Cycling Manager: Season 2010                                   | 16 de junio de 2010      | PC                 | Focus Home Interactive                        |
| Pro Cycling: Season 2010                                           | 9 de julio de 2010       | PSP                | Focus Home Interactive                        |
| Dungeon Raiders                                                    | 14 de septiembre de 2010 | NDS                | Focus Home Interactive, UFO Interactive Games |
| Blood Bowl: Legendary Edition                                      | 28 de octubre de 2010    | PC                 | Focus Home Interactive                        |
| Cycling Manager Online                                             | 23 de junio de 2011      | PC                 | Focus Home Interactive                        |
| Pro Cycling Manager: Season 2011                                   | 24 de junio de 2011      | PC                 | Focus Home Interactive                        |
| Pro Cycling Manager 2011:Le Tour de France 2011                    | 1 de julio de 2011       | PS3, 360           | Focus Home Interactive                        |
| Juego de Tronos: Génesis                                           | 28 de septiembre de 2011 | PC                 | Focus Home Interactive                        |
| Confrontation                                                      | 5 de abril de 2012       | PC                 | Focus Home Interactive                        |
| Juego de Tronos                                                    | 15 de mayo de 2012       | PS3, X360, PC      | Atlus, Focus Home Interactive                 |
| Dungeonbowl                                                        | 8 de junio de 2012       | PC                 | Cyanide                                       |
| Pro Cycling Manager Season 2012: Le Tour de France 2012            | 22 de junio de 2012      | PC                 | Focus Home Interactive                        |
| Pro Cycling Manager 2012: Le Tour de France 2012                   | 29 de junio de 2012      | PS3, X360          | Focus Home Interactive                        |
| Of Orcs and Men                                                    | 11 de octubre de 2012    | PS3, X360, PC      | Focus Home Interactive                        |
| Blood Bowl: Chaos Edition                                          | 11 de octubre de 2012    | PC                 | Focus Home Interactive                        |
| Impire                                                             | 14 de febrero de 2013    | PC                 | Paradox Interactive                           |
| Pro Cycling Manager Season 2013: Le Tour de France - 100th Edition | 20 de junio de 2013      | PC                 | Focus Home Interactive                        |
| Pro Cycling Manager: Le Tour de France 2013: 100th Edition         | 28 de junio de 2013      | PS3, X360          | Focus Home Interactive                        |
| Aarklash: Legacy                                                   | 12 de septiembre de 2013 | PC                 | Cyanide                                       |
| Dogs of War Online                                                 | 4 de febrero de 2014     | PC                 | Cyanide                                       |
| Pro Cycling Manager: Le Tour de France 2014                        | 19 de junio de 2014      | PS4, PS3, X360     | Focus Home Interactive                        |
| Pro Cycling Manager: Season 2014                                   | 19 de junio de 2014      | PC                 | Focus Home Interactive                        |
| Pro Rugby Manager 2015                                             | 18 de septiembre de 2014 | PC                 | 505 Games                                     |
| Front Page Sports Football                                         | 2 de octubre de 2014     | PC                 | Cyanide                                       |
| Styx: Master of Shadows                                            | 7 de octubre de 2014     | PS4, XONE, PC      | Focus Home Interactive                        |
| Pro Basketball Management 2015                                     | 19 de noviembre de 2014  | PC                 | Cyanide                                       |
| Pro Cycling Manager: Le Tour de France 2015                        | 19 de junio de 2015      | PS4, PS3, XONE     | Focus Home Interactive                        |
| Pro Cycling Manager: Season 2015                                   | 19 de junio de 2015      | PC                 | Focus Home Interactive                        |
| Blood Bowl II                                                      | 22 de septiembre de 2015 | PS4, XONE, PC      | Focus Home Interactive                        |
| Blood Bowl: Kerrunch                                               | 26 de octubre de 2015    | iOS, Android       | Cyanide                                       |
| Space Hulk: Deathwing                                              | 2016                     | PS4, XONE, PC      | Focus Home Interactive                        |
| Pro Basketball Management 2016                                     | 14 de enero de 2016      | PC                 | Cyanide                                       |
| Styx: Fragmentos de oscuridad                                      | 14 de marzo de 2017      | PS4, XONE, PC      | Focus Home Interactive                        |
| Call of Cthulhu                                                    | 2018                     | PS4, XONE, PC      | Focus Home Interactive                        |
| Werewolf: The Apocalypse                                           | 2018                     | PS4, XONE, PC      | Focus Home Interactive                        |
| Space Hulk: Tactics                                                | 2018                     | PS4, XONE, PC      | Focus Home Interactive                        |